# 周行健
周行健（1895年—1986年），又名周承乾，江西广丰人，中国冶金学家与冶金材料学家。
早年毕业于江西省立第二中学校，1916年考入南京高等師範學校工艺专修科，1919年畢業。毕业后由周仁举荐，先后到上海大效机器厂任机械绘图员、模范工厂机械设计室主任、三星铁工厂机械设计员。1923年经黄炎培介绍，赴菲律宾任教，担任马尼拉菲律賓華僑中學第一任校长兼数学教员。次年，辞去校长职务，入菲律宾大学机械系学习，1926年获菲律宾大学学士学位，其间仍在华侨中学兼课。1927年任国立中央大学机械系讲师。1929年任中央研究院工程研究所副研究员，后任研究员。
参与创建长沙矿冶研究院，并曾担任该院院长。
周行健与周仁等首先在中国进行球墨铸铁研究成功；在国内较早进行压力加工研究，并在上海创建了国内第一个压力加工实验室。
周行健1952年参加九三学社，1957年参加中国共产党。 